# Masatopes ater
Masatopes ater är en skalbaggsart som beskrevs av Stefan von Breuning och Jean François Villiers 1959. Masatopes ater ingår i släktet Masatopes och familjen långhorningar.
Artens utbredningsområde är Madagaskar. Inga underarter finns listade i Catalogue of Life.